# Lucinia cadma
Lucinia cadma is een vlinder uit de familie Nymphalidae. De wetenschappelijke naam van de soort is voor het eerst geldig gepubliceerd in 1773 door Dru Drury.